# Martín Rico
Martín Rico, de son nom complet Martín Rico y Ortega, né à L'Escurial (Madrid) en 1833 et mort à Venise en 1908, est un peintre espagnol, paysagiste remarquable.
Il est le frère de Bernardo Rico y Ortega, graveur à Madrid.

## Biographie
Il étudie à l'Académie royale des beaux-arts de San Fernando, il a pour maître Jenaro Pérez Villaamil. Il est également disciple de son frère Bernardo, avec lequel il collabore comme dessinateur et graveur. Il deviendra directeur artistique de la revue hebdomadaire La Ilustración Española y Americana.
En 1854, il commence à voyager en Europe : Paris, Suisse, Angleterre, Italie.
Tout au long de son œuvre, on peut apprécier une évolution du réalisme vers un certain impressionnisme. L'influence de Turner et de Ruysdael le conduisent à peindre des paysages de plus en plus humanisés. Sa relation avec Marià Fortuny accentue ce changement ; ses peintures deviennent plus lumineuses et impressionnistes. Les lavandières est une de ses œuvres les plus connues.
En 1907 le livre de ses mémoires est publié : Recuerdos de mi vida, dédié à son ami le paysagiste Aureliano de Beruete.

## Quelques œuvres
- Orillas del Azañón (1858), Madrid, Museo del Prado.
- Un día de verano en el Sena (1870-1875), Málaga, Museo Carmen Thyssen Málaga
- Desembocadura del Bidasoa (h. 1865), Madrid, Museo del Prado.
- La tour des Dames dans l'Alhambra de Grenade (1871-72), huile sur toile, 62 x 39 cm, Madrid, Museo del Prado.
- Alcalá de Guadaira (h. 1890), Madrid, Museo del Prado.
- Vista de Venecia (h. 1900), Madid, Museo del Prado.
- La riva degli Schiavoni en Venecia, Madrid, Museo del Prado.
- Cour en Espagne Musée de l'Ermitage à Saint-Pétersbourg
- Jeune femme écrivant sur un arbre, vers 1866-1867, huile sur bois, 32,5 x 22,5 cm, Musée des Beaux-arts de Reims[1]

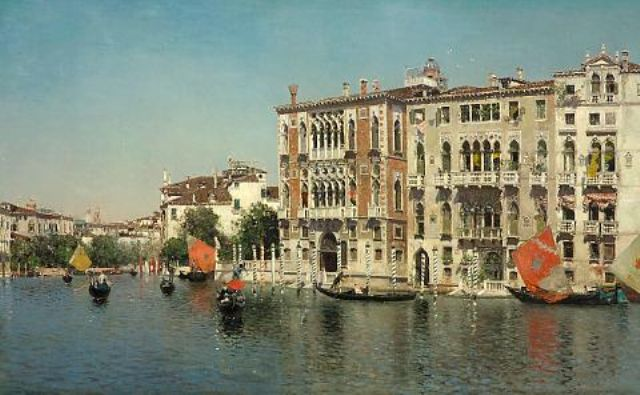
Vue du Grand Canal, 1894.
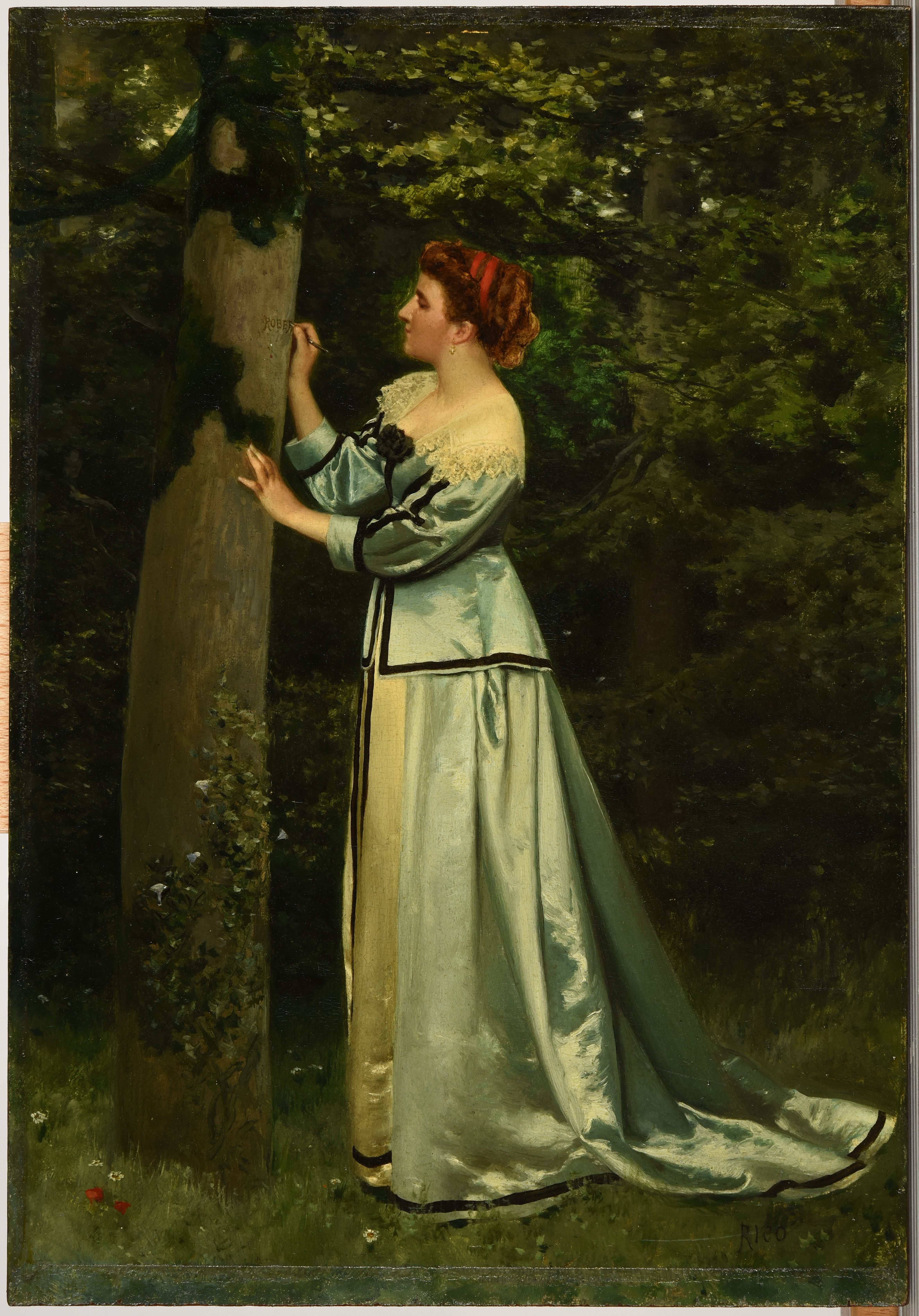
Jeune femme écrivant sur un arbre, Musée des Beaux-arts de Reims.